# Papilionanthe biswasiana
Papilionanthe biswasiana är en orkidéart som först beskrevs av Birenda Nath Ghose och Susil Kumar Mukerjee, och fick sitt nu gällande namn av Leslie Andrew Garay. Papilionanthe biswasiana ingår i släktet Papilionanthe och familjen orkidéer. Inga underarter finns listade i Catalogue of Life.